# تپه سروان مرکان
تپه سروان مرکان مربوط به سدهٔ ۶ تا ۸ است و در شهرستان خوی، بخش ایواوغلی، دهستان ایواوغلی، روستای مرکان واقع شده و این اثر در تاریخ ۷ اسفند ۱۳۸۵ با شمارهٔ ثبت ۱۷۶۷۸ به‌عنوان یکی از آثار ملی ایران به ثبت رسیده است.